# Prefettura autonoma buyei e miao di Qianxinan
La prefettura autonoma buyei e miao di Qianxinan (in cinese: 黔西南布依族苗族自治州, pinyin: Qiánxīnán Bùyīzú Miáozú Zìzhìzhōu) è una prefettura autonoma della provincia del Guizhou, in Cina.

## Amministrazione
La prefettura è suddivisa in due città-contee e sei contee:
- Xingyi
- Xingren
- Contea di Wangmo
- Contea di Pu'an
- Contea di Ceheng
- Contea di Qinglong
- Contea di Zhenfeng
- Contea di Anlong